# Michele Strogoff, corriere dello zar
Michele Strogoff, corriere dello zar è un film del 1970 diretto da Eriprando Visconti, tratto dal romanzo Michele Strogoff, scritto da Jules Verne nel 1876.

## Trama
Michele Strogoff, capitano dell'esercito dello zar di Russia Alessandro II, viene comandato a recarsi da Mosca a Irkutsk, in Siberia orientale, per informare il granduca Dmitrij che l'armata tartara sta muovendo alla conquista della città. Contemporaneamente Ivan Ogareff si unisce all'armata tartara e intraprende lo stesso viaggio per consegnare un messaggio al granduca, il quale è impossibilitato a comunicare con Mosca, dove è scritto che l'attacco dei tartari proverrà da una direzione differente da quella prevista.
Il capitano Strogoff parte alla volta della Siberia in abiti borghesi, nelle vesti di un mercante di cavalli e sotto il falso nome di Nikolaj Korpanov, portando il messaggio dello zar all'interno della sua cintura, e durante il viaggio fa la conoscenza di due giornalisti, il fotografo francese Alcide Jolivet e l'inglese Harry Blount, i quali si trovano in Russia per documentare la rivolta tartara, e di Nadja Fëdorova, una giovane ragazza di origine lettone che intende raggiungere il marito Vasilij Feodor, un medico militare.
Ritenendo di destare meno sospetti Strogoff decide di condividere il viaggio con la ragazza e, durante la sosta in una isba, adibita a luogo di ristoro e di cambio per cavalli, incontra Ogareff, il quale pretende in modo aggressivo ed insolente la troika per la slitta che spetterebbe di diritto a Strogoff, giunto per primo al cambio, ed egli accetta supinamente le ingiurie dell'uomo in divisa da ufficiale russo, destando qualche sospetto in Nadja, la quale non si spiega come un uomo non reagisca a certi comportamenti, e, mentre nei due sembra nascere un sentimento d'amore, tali sospetti trovano conferma quando, giunti nella tenuta di famiglia di Strogoff, dopo avere passato una notte d'amore, vengono destati al mattino da Svetlana, moglie del mezzadro, che si inchina, lo chiama "padroncino" e gli chiede notizie sulla sua vita da ufficiale a San Pietroburgo; Michele è costretto a confessare la sua vera identità ma la giovane, sentitasi ingannata, respinge le sue scuse e riparte da sola con la slitta.
Nadja tuttavia viene catturata da Ogareff e portata all'accampamento tartaro, dopo che anche la vera natura di Ogareff è stata scoperta, questi viene a sapere da un suo compagno che il vero nome del mercante è Strogoff ed è dunque lui il corriere che sta cercando di raggiungere il granduca.
Michele viene catturato da Ogareff e frustato, per indurlo a consegnare il messaggio che sta portando; egli non cede ma Sangarre riesce a trovare sua madre, la contessa Marfa, la quale, posta di fronte al figlio agonizzante, dapprima sostiene di non conoscerlo ma poi, ottenuta la parola dal tartaro di non ucciderlo se confermerà la sua identità, cede e gli rivela che l'uomo è il capitano Michele Strogoff, e contemporaneamente Sangarre scopre il messaggio nella sua cintura dove è contenuta l'informazione dell'invio di rinforzi al granduca. Ogareff mantiene la parola data alla madre e non uccide l'ufficiale ma lo acceca appoggiando ai suoi occhi una sciabola arroventata e Marfa, non reggendo al dolore, cade morta.
Feofar Khan, una volta ottenuta l'informazione che cercava, è indeciso se muovere verso Mosca, sguarnita dall'invio di rinforzi in Siberia, o proseguire verso Irkutsk ma Ogareff ritiene che la capitale sia troppo lontana e suggerisce di occupare Irkutsk e di catturare il granduca.
Michele nel frattempo vaga cieco tra i mendicanti ma viene ritrovato da Nadja, ed entrambi si uniscono ad un gruppo di profughi guidati da un pope che cercano di sfuggire alla guerra percorrendo il fiume Angara a bordo di una chiatta e durante il viaggio Michele riacquista la vista.
Ogareff giunto ad Irkutsk, sotto le mentite spoglie del capitano Strogoff, porta avanti il piano concordato con Feofar Khan, informato da Sangarre che l'indomani le truppe del granduca usciranno dalla città alla loro ricerca, ma Michele incontra un drappello di soldati russi e, fattosi riconoscere, viene condotto all'accampamento dell'esercito dove indossa nuovamente la divisa per guidare i soldati a bloccare l'armata tartara, salutando Nadja che, a dispetto di quello che prova per lui, non sembra intenzionata a seguirlo quando egli tornerà a San Pietroburgo.
I rinforzi russi guidati da Strogoff giungono nei pressi di Irkutsk e Sangarre suggerisce a Feofar Khan di rinunciare e di ritirarsi ma egli attacca ugualmente le truppe russe: la sua cavalleria viene decimata e ciò che resta della cavalleria, guidata da Ogareff, viene attaccato alle spalle dai rinforzi di Strogoff e durante lo scontro Sangarre trova la morte; l'intervento dell'artiglieria risolve a favore dei russi lo scontro e Strogoff riesce a catturare Ogareff e l'ultima disperata carica si risolve in un massacro ed egli viene ucciso dai soldati russi.